# Benone Calcavecchia
Benone Calcavecchia (Sicilia, 27 de junio de 1886-15 de enero de 1953) fue un músico, compositor y docente italiano radicado en Uruguay desde 1907.

## Biografía
Comenzó estudiando saxofón en sus primeros años, luego trompeta y por último trombón.
Cuando llegó al Río de la Plata en 1906 se instaló en Buenos Aires para luego trasladarse a Montevideo, donde se presentó a un concurso para un puesto en la Banda Municipal de Montevideo como trombón solista.  
Estudió armonía con Tomás Múgica y trabó amistad con Eduardo Fabini, quien le confió los borradores de su obra Campo.
En 1926 asumió la Subdirección de la Banda Sinfónica y en 1937 era su director principal. En 1931 participó de la inauguración del Pabellón de la Música en el ahora Parque Rodó.
Fue un constante promotor de que la música se ejecutara en las Escuelas y fue el ideólogo para que el Gobierno creara la OSSODRE en 1931.
Realizó instrumentación para orquesta de muchas de las composiciones de músicos uruguayos entre ellas la instrumentación para la obra Patria Vieja de Eduardo Fabini, Indiana y Suite de Luis Sambucetti e Idilio de César Cortinas.
En 1938 junto a Gerardo Grasso le incorporaron arreglos al Himno nacional de Uruguay aceptados por un decreto aprobado el 20 de mayo de 1938.

## Obras
- Impresiones nocturnas
- Pastoral
- Ouverture
- Preludio
- Uruguay (1928)
- Impresiones de 1930
- Marcha del Centenario
- Leyenda Patria